# Brisa de malt
Brisa de malt és el residu semisòlid i humit que se separa del most de cervesa o de whisky després de macerar el malt. És molt ric en proteïnes s'utilitza com farratge, com primera matèria per a aliments humans o per a la producció de biogàs.

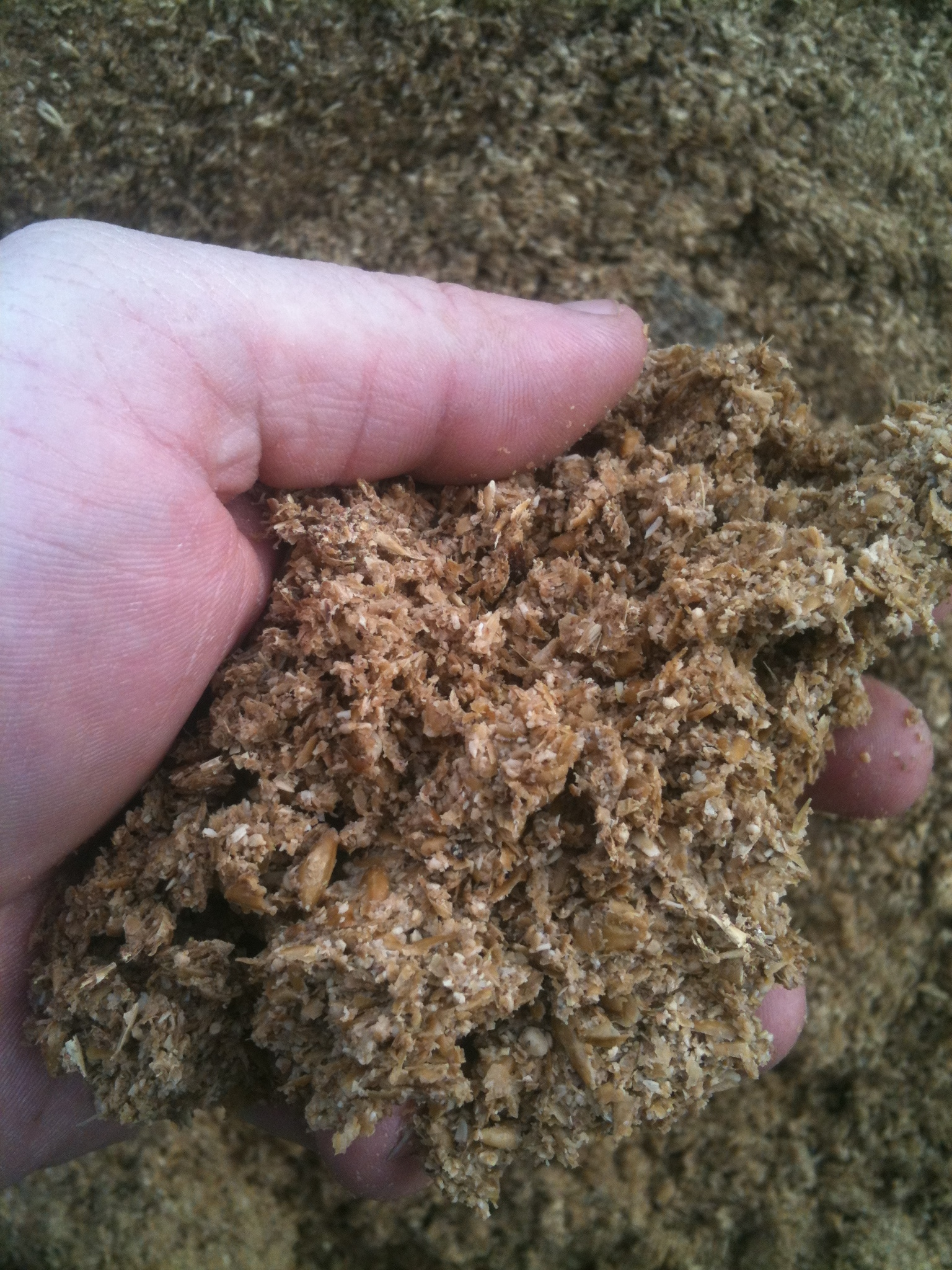
Brisa de malt com pinso

La brisa de malt conté llevats saludables i també útils en la fermentació de biogàs. Tradicionalment s'utilitzava per enriquir el pa amb proteïnes i les restes del sucre de malt en milloren el gust. Amb una tona de brisa humida es pot fabricar una mitjana de 231 kW o 120 ㎥ de biogàs amb un grau de 60% de metà.
La brisa fresca té entre 60 i 80% d'humitat i una temperatura de fins a 80 °C. Sense precaucions es contamina fàcilment i es fa malbé molt aviat. Per això i per l'alt contingut en aigua que en faria el transport costós, idealment s'ha de transformar en proximitat del lloc de producció. Si, a més, es vol fer servir per a alimentació humana, les instal·lacions han de respondre a una normativa més estricta que per al pinso. Tot i això, se cerquen mètodes per profitar-la per reduir la dependència de proteïna vegetal feta de soja importada i reduir el volum i el cost de tractament de residus.
L'emmagatzematge a cel obert és prohibit perquè en descompondre's produeix grans quantitats de gasos amb efecte d'hivernacle.
| component          | part per kg | component     | part per kg |
| ------------------ | ----------- | ------------- | ----------- |
| proteïna bruta     | 252 g       | fòsfor (P)    | 5,1 g       |
| greix              | 35 g        | fosfat (P205) | 11,7 g      |
| fibra              | 321 g       | nitrogen (N)  | 40,3 g      |
| matèria orgànica   | 970 g       | sucres        | 5 g         |
| matèria anorgànica | 30 g        |               |             |